# Aljucén
Aljucén è un comune spagnolo di 240 abitanti situato nella comunità autonoma dell'Estremadura.